# Zažetotrosna vlažnica
Zažetotrosna vlažnica (znanstveno ime Hygrocybe quieta) je gliva iz rodu vlažnic (Hygrocybe). V Sloveniji je redka in uvrščena na rdeči seznam.

## Značilnosti
Klobuk je širok od 4 do 6 cm. Je rumeno ali rumeno oranžne barve in je bolj suh kot pri drugih vlažnicah. Vedno so konveksni in ne stožčasti. V zrelosti se robovi obrnejo in izpostavijo lističe.
Lističi so široki in razmaknjeni, svetlejši od klobuka, globoko zarezani in pripeti na bet.
Bet je visok od 2 do 7 cm, enake barve kot klobuk ali rahlo svetlejši in brez obročka. Vćasih ima vzdolžne utore.
Ima značilen vonj po milu ali olju, ki nekatere spominja na ščitaste stenice. Vonj je lažje zaznati, če lističe zmečkamo med prsti.

## Razširjenost in življenjski prostor
Je razširjena po celotni Evropi, a je povsod redka in v številnih državah uvrščena na sezname ogroženih vrst.
Uspeva na pokošenih in nepognojenih travnikih. Vlažnice so dolgo veljale za gniloživke na odmrlih koreninah trav in drugih travniških rastlin, zdaj pa velja, da tvorijo nekakšno medsebojno simbiotsko povezavo z mahovi.

## Mikroskopske značilnosti
Trosni odtis je bele barve. Trosi so elipsasti do podolgovati, značilno stisnjeni na sredini, gladki, neamiloidni in merijo 7,5–9 x 3,5–5 μm.

## Podobne vrste
- obledela vlažnica (Hygrocybe chlorophana)
- zašiljenogrba vlažnica (Hygrocybe autoconica)
- voskasta vlažnica (Hygrocybe ceracea)
- papagajska vlažničarka (Gliophorus psittacinus)

Od vseh podobnih vrst se loči po oljnatemu vonju in stisnjenih trosih.

## Uporabnost
Neužitna.